# Selaginella dorsicola
Selaginella dorsicola är en mosslummerväxtart som beskrevs av Takahide Hosokawa. Selaginella dorsicola ingår i släktet mosslumrar, och familjen mosslummerväxter. Inga underarter finns listade i Catalogue of Life.